# シグナス NG-15

NG-15（以前はOA-15と呼ばれた）は、ノースロップ・グラマンのシグナス無人宇宙補給機の15回目の飛行であり、NASAとの商業補給サービス（CRS）における14回目の国際宇宙ステーション（ISS）への飛行。このミッションは、2021年2月20日 17:36:50 UTCに打ち上げられた。これは商業補給サービスフェーズ2（CRS-2）契約下での4回目のシグナスの打ち上げだった。
オービタルATK（現在のノースロップ・グラマン・イノベーション・システムズ）とNASAは共同で、ISSへの商業貨物補給サービスを行うための新しい宇宙輸送システムを開発した。商業軌道輸送サービス（COTS）計画のもと、オービタルATKが中型打ち上げ機のアンタレスと、パートナー企業のタレス・アレーニア・スペースが提供する与圧貨物モジュールと、オービタルGEOStar衛星バスを基にしたサービスモジュールを使用した先進的な宇宙船シグナスの設計、取得、建造および組み立てを行った。

## 来歴

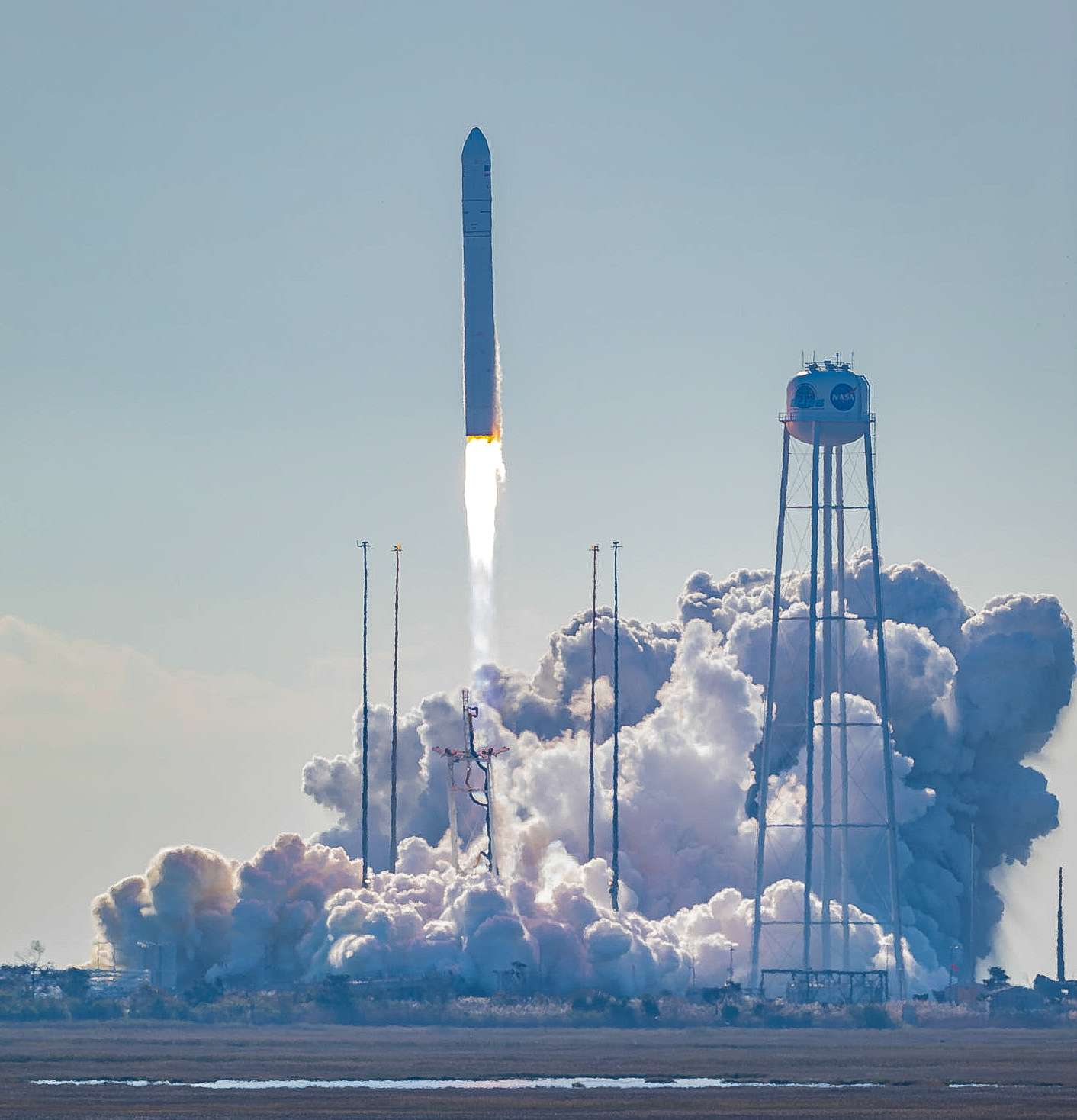
シグナス宇宙船を載せたアンタレスロケットの打ち上げ

NASAは、2021年2月19日 16:00 UTCに国際宇宙ステーション（ISS）へ打ち上げられるノースロップ・グラマンのシグナス NG-15打ち上げの事前説明会を行った。貨物の積載は2021年2月19日に完了した。シグナス NG-15宇宙船はバージニア州ワロップス島 中部大西洋地域宇宙基地から、アンタレス打ち上げ機に搭載されて翌2021年2月20日の17:36:50 UTCに打ち上げられた。シグナス NG-15は商業補給サービスフェーズ2（CRS-2）契約下での4回目のシグナスのミッションだった。シグナス宇宙船の製造と統合はバージニア州ダレスで行われた。シグナス・サービス・モジュールは打ち上げ場で与圧貨物モジュールと結合され、ミッションはバージニア州ダレスと、テキサス州ヒューストンの管制センターから制御された。

## 宇宙船

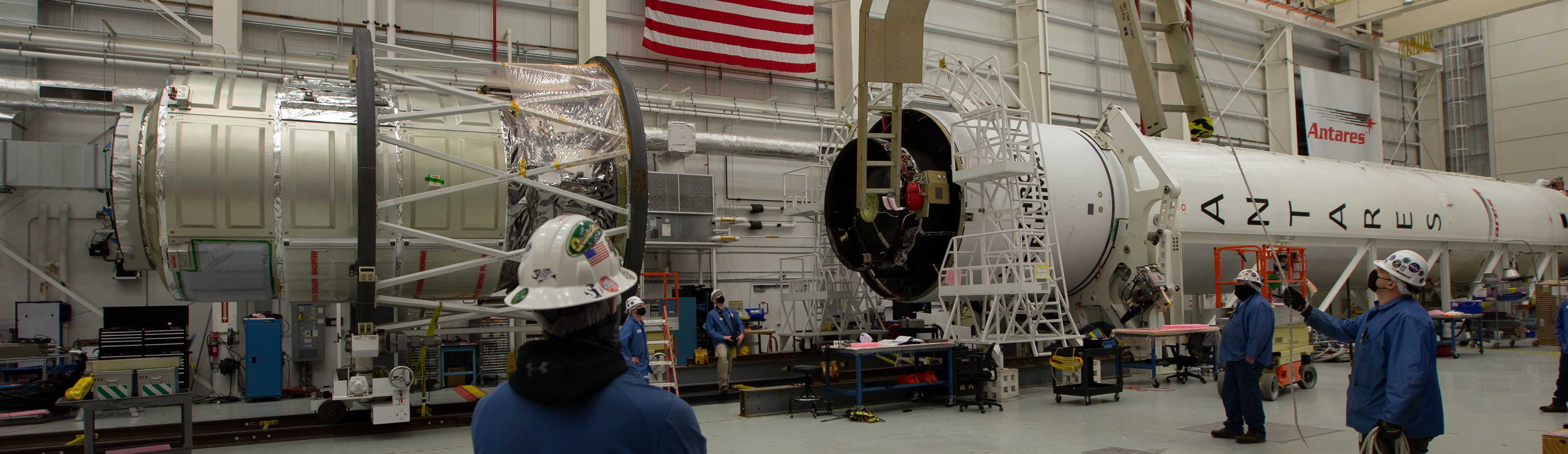
2021年2月8日にアンタレスロケットに取り付けられるシグナス宇宙船

この飛行は拡張シグナスPCM（与圧貨物モジュール）10回目の飛行だった。黒人歴史月間の始まりである2021年2月1日に、ノースロップ・グラマンはシグナス宇宙船の名称をNASAの数学者キャサリン・ジョンソンにちなんで名づけたことを発表した。

## 積荷目録

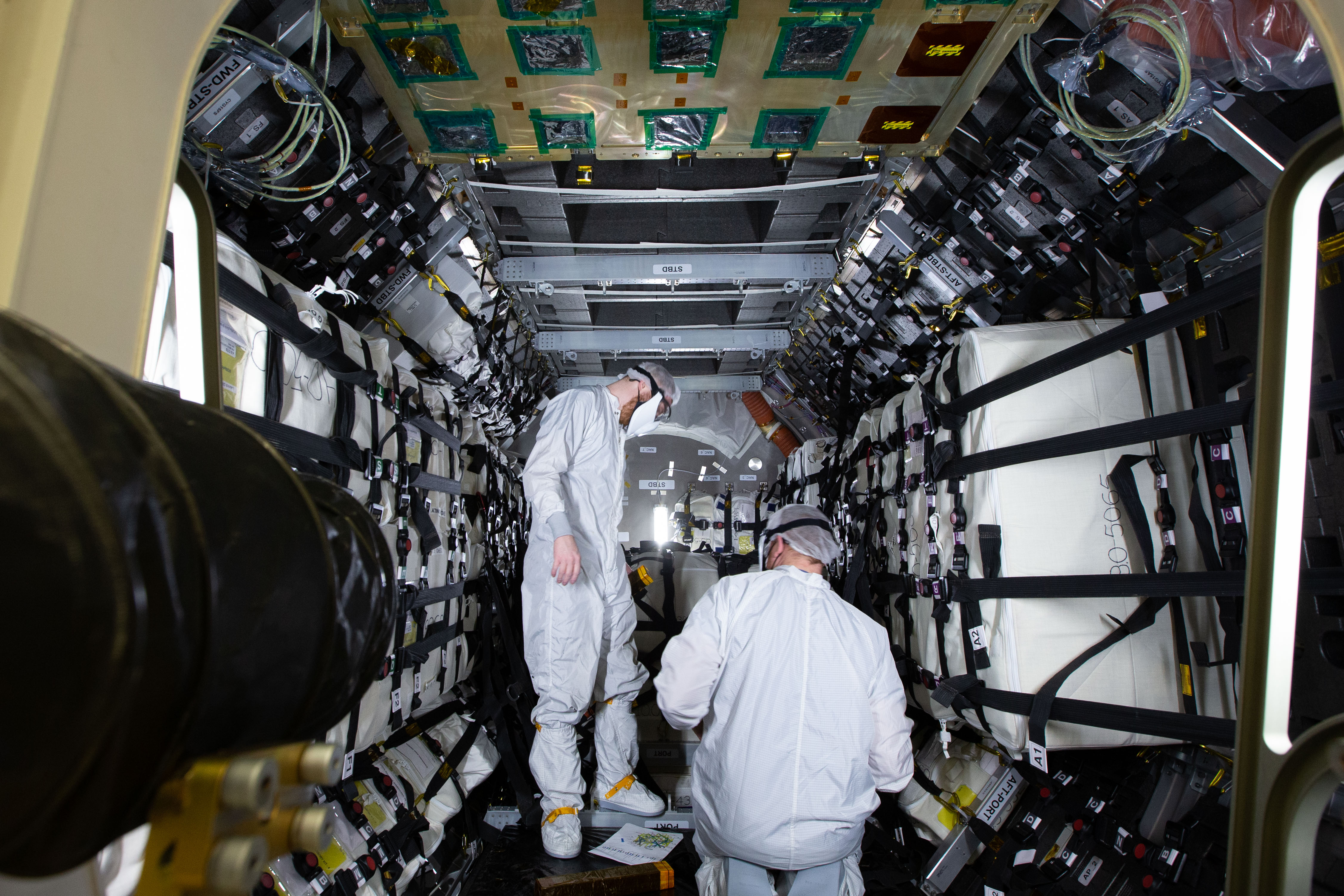
2021年2月にシグナスに積み込まれる貨物

シグナス宇宙船には3,810 kg (8,400 lb)の研究機材およびハードウェア、乗員の補給品が搭載されていた。これはNASAによってISSに打ち上げられた最も重いCRSの貨物だった。
- 乗組員の補給物資：    932 kg (2,055 lb)
- 科学調査：            1,127 kg (2,485 lb)
- 船外活動装備：        24 kg (53 lb)
- 宇宙船ハードウェア：  1,413 kg (3,115 lb)
- 非与圧貨物：          76 kg (168 lb)
- コンピューター資材：  1 kg (2.2 lb)
- ロシア製ハードウェア：24 kg (53 lb)

## ハードウェア
NASAはISSへの貨物中のハードウェアの内訳を下記のように提示した：
- 塩水処理集合体とブラダー：環境制御および生命維持システム（ECLSS）は、清潔な空気と水を宇宙ステーション乗組員に供給するための再生型生命維持ハードウェアで。このシステムは、膜蒸留処理を用いた尿処理装置集合体からより多くの水分を回収する技術を実証する長期滞在ECLSS：塩水処理システムによってアップグレードされる。長期間のクルーの滞在ミッションでは98%の水分を回収する必要があるが、塩水処理に関するいかなる最先端の技術でもこの目標には到達できていない。この塩水処理システムで宇宙ステーションの水分回収に対するギャップを埋めることを計画している。
- 乗員代替睡眠施設CASA）：民間乗員時代のクルーの増加をサポートするための追加の宿泊施設で、コロンバスモジュールでの使用が計画されている。
- 窒素/酸素再充填システム（NORS）の再充填タンク：高圧の窒素ガスを必要とするペイロードや、その他のISS上の活動をサポートするための補助の窒素タンク。
- 商用空気タンク：軌道上で船室を再与圧するための、初飛行となる使い捨ての空気タンク。
- 汎用廃棄物管理システム（UWMS）のハードウェア：2021年中に次世代トイレシステムの運用をサポートするために重要な消耗品。
- 廃棄物および衛星コンパートメント（WHC）の分離ポンプ：初期の UWMS 操作に関連して増加した乗組員をサポートするために、2021 年を通して維持される従来のトイレ機能の重要なスペア。

## 研究
シグナス NG-15ミッションで軌道上の実験室に到着した新たな実験は、人間の健康から高性能計算までの科学を支援し、将来の月や火星へのミッションに必要な技術の実験場所として宇宙ステーションを利用する。
- 微小重力下での筋肉の強さ：小さな線虫を用いて微小重力で宇宙飛行士が経験する筋力低下の原因を探る。小さなC.エレガンスの筋力を測定できる新しい装置のお陰で、マイクロ16研究の研究者は筋タンパク質の発現低下がこの筋力低下と関連しているかを試験できる。
- 微小重力下での宇宙飛行士の睡眠：夢の実験では、宇宙飛行士の睡眠を詳しく調査する。この調査は、微小重力環境におけるドライ電極脳波ヘッドバンドの技術実証として機能すると同時に、長時間の飛行ミッション中の宇宙飛行士の睡眠の質もモニターする。
- タンパク質ベースの人工網膜の製造： 地球上の何百万もの人々が網膜変性疾患に苦しんでいる。人工網膜または網膜インプラントは、影響を受けた人々に有意義な視力を回復する方法を提供する可能性がある。2018年、新興企業のLambdaVisionは、一度に1層ずつ薄膜を形成する人工網膜インプラントの作成に使用されるプロセスが微小重力環境でより効果的に機能するかどうかを判断するために、最初の実験を宇宙ステーションに送った。
- SpaceBorne Computer-2：Spaceborne Computer-2市販の既製コンピューター システムが宇宙でデータを大幅に高速に処理し、科学者が洞察を得るまでの時間を月単位から分単位まで短縮することで、宇宙探査をどのように進めることができるかを探索する。
- ハイブリッド電子放射線評価装置（HERA）：A-HoSSの調査により、2023年の有人のアルテミス2号ミッションに向けたツールがISSでテストされることになる。オリオン宇宙船の一次放射線検出システムとして構築されたハイブリッド電子放射線評価装置（HERA）は、宇宙ステーションで動作するように改良された。HERA が 30 日間エラーなく動作できることを検証することにより、有人アルテミスミッションのシステムの有効性が検証される。
- リアルタイムのタンパク質結晶成長2：タンパク質の構造を明らかにすることはその機能の理解につながるが、地球上では重力が最適な成長を妨げるため、タンパク質の構造を分析は困難なものとなっている。これまでの研究では、微小重力によって高品質のタンパク質結晶が生成され、それを分析することで病気を治療する薬剤の標的となる可能性のあるものを特定できることが示されている。

## キューブサット
ELaNa 31、Educational Launch of Nanosatellitesでは以下のキューブサットがISSから展開された：
- IT-SPINS (SpaceBuoy)、モンタナ州ボーズマンにあるモンタナ州立大学（英語版）が運用、シグナス宇宙船によって外部に展開された。

ナノラックス展開器：2機のキューブサットが2021年6月30日22:50 UTCにナノラックス・キューブサット展開器から放出された。
そのうちの1つはIT-SPINSであり、もう一つはアラブ首長国連邦（UAE）アブダビのハリーファ大学の2機目のキューブサットとなるMySat-2（Dhabisat-2）だった。
MySat-2は、2015年にUAEに本拠を置く衛星通信事業者アル・ヤー衛星通信とノースロップ・グラマンとで設立された共同プログラムである「ハリーファの宇宙システムおよび技術集中」の一環として開発された。
GuaraniSat 1：パラグアイの初めての衛星。パラグアイ宇宙局はこのキューブサットが日本の技術者とパラグアイの大学及び研究所のパートナーシップによって開発されたと述べた。
ThinSat-2：バージニア商業宇宙飛行局によるSTEM教育アウトリーチ・プログラム（4年生から12年生および大学レベルまで）の一環としての42機の衛星。 これらはシグナスとともにアンタレス第2段から打ち出された。

## 軌道離脱
任務が完了すると、シグナスは太平洋上で安全かつ破壊的な地球大気圏への再突入を実行した。